# Clubul Sportiv Municipal Oradea (pallanuoto)
Il Clubul Sportiv Municipal Oradea è un club pallanuotistico rumeno, con sede nella città di Oradea, nonché una delle sei sezioni in cui è suddivisa la polisportiva CSM Oradea. Nel suo palmarès vanta dieci titoli nazionali, mentre nel 2016 ha disputato una finale di Coppa LEN.

## Palmarès
- Campionato rumeno: 10

2007, 2008, 2009, 2010, 2011, 2012, 2013, 2014, 2015, 2025

## Rosa 2023-2024
| N° |                     | Ruolo | Giocatore                  |
| -- | ------------------- | ----- | -------------------------- |
|    | Serbia (bandiera)   | P     | Radoslav Filipovic         |
|    | Romania (bandiera)  | P     | Raul Ionut Gavris          |
|    | Romania (bandiera)  |       | Mihai Nicolae Fitero       |
|    | Romania (bandiera)  |       | Darian Luncan              |
|    | Romania (bandiera)  |       | Ianis Soponar              |
|    | Romania (bandiera)  |       | Marcus Constantin Szilagyi |
|    | Ungheria (bandiera) |       | David Belenyesi            |
|    | Romania (bandiera)  |       | Tiberiu Negrean            |
|    | Romania (bandiera)  |       | Mihnea Gheorghe            |

| N° |                       | Ruolo | Giocatore                 |
| -- | --------------------- | ----- | ------------------------- |
|    | Romania (bandiera)    |       | Istvan-Janos Szabo        |
|    | Serbia (bandiera)     |       | Petar Velkić              |
|    | Romania (bandiera)    |       | Vlad-Gabriel Dragomirescu |
|    | Montenegro (bandiera) |       | Filip Gardašević          |
|    | Romania (bandiera)    |       | Flavius Ilisie            |
|    | Romania (bandiera)    |       | Levente Vancsik           |
|    | Romania (bandiera)    |       | Ferenc Czenk              |
|    | Romania (bandiera)    |       | Bogdan Remes              |